# Малік Гарріс
Малік Гарріс (нар. 27 серпня 1997) — німецький співак, репер та автор пісень. Представник Німеччини на Пісенному конкурсі Євробачення 2022 з піснею «Rockstars», де посів останнє місце у фіналі.

## Життєпис
Малік — син колишнього ведучого американського ток-шоу Рікі Гарріса. Малік виріс в Іссінгу поблизу Фільгертсгофен, району Ландсберг-ам-Лех.
Його дід по батьковій лінії був оперним співаком, бабуся по материнській лінії — піаністкою, а батько — мультиінструменталіст. Гарріс розпочав свою музичну кар'єру з каверів пісень під гітару, на якій він грає з 13 років. Крім гри на гітарі, сам навчився грати на клавішних та драм-машині.

## Кар'єра

### Germany 12 Points
Гарріс взяв участь у національному відборі Germany 12 Points, який використовувася Німеччиною для обрання представника на пісенному конкурсі Євробачення 2022. Співак пройшов до фінального кастингу, який відбувся в Берліні в січні 2022 року, і був оголошений одним із шести фіналістів 10 лютого 2022 року.
Телевізійний фінал Germany 12 Points відбувся 4 березня 2022 року. Переможця було обрано шляхом публічного голосування, включно з голосуванням телефонними дзвінками, SMS та онлайн на офіційних вебсайтах дев'яти радіоканалів ARD з 28 лютого 2022 до 4 березня 2022 року. Гарріс переміг у фіналі відбору з перевагою в 23 бали й отримав право представляти свою країну на Євробаченні 2022.

### Євробачення
Німеччина, як одна з країн «Великої п'ятірки» одразу кваліфікується до фіналу конкурсу. 14 травня 2022 року, у фіналі Євробачення 2022, Малік Гарріс виступив під 13 номером та посів останнє місце із 6 балами — по два бали від Австрії, Естонії та Швейцарії.

## Творчість

### Натхнення
Взірцями Маліка для наслідування є Ед Ширан, Macklemore та Емінем. Самого Гарріса часто порівнюють з Бруно Марсом.